# Prescott Observatory
L'observatori Prescott (Prescott Observatory) (codi 684 IAU) és un observatori astronòmic que va ser operat per Paul G. Comba fins a finals del 2009. El nou propietari, Matt Francis, té la intenció d'ampliar l'observatori i fer-lo accessible a les escoles locals com a instal·lació educativa.
Té una cúpula de 4,5 metres i una habitació per un segon instrument. El telescopi principal és de 18' f/4.5 JMI newtoniana construït en 1994. L'observatori està registrat amb el codi IAU 684.